# Jürgen Hüholdt
Jürgen Hüholdt (* 31. Dezember 1955 in Witten) ist ein deutscher Unternehmer und Publizist. Er war der Gründer und Inhaber-Geschäftsführer des Nachhilfe-Unternehmens Studienkreis, das er 2003 an Cornelsen verkaufte. Heute ist er im Bereich der Liegenschaftsverwaltung tätig.

## Leben und Wirken

### Studienkreis
Bereits als Schüler gründete Jürgen Hüholdt 1974 ein Gruppen-Nachhilfe-System, das er 1976 als 21-Jähriger unter dem Namen Studienkreis bei der Stadt Herne als Gewerbebetrieb anmeldete.
Das Unternehmen wuchs bundesweit. 1999 wurde die 1000. Niederlassung des Studienkreises eröffnet. Das Nachhilfeunternehmen wuchs damit zu einem der größten Anbieter auf dem europäischen Bildungsmarkt. Da ein großer Teil der Filialen im Franchise-System betrieben werden, rangierte der Studienkreis Ende der 1990er-Jahre unter den zehn größten Franchisegebern in Deutschland. Jürgen Hüholdt besaß und leitete den Studienkreis bis 2003, dann verkaufte er das Unternehmen an die Cornelsen Verlagsgruppe.

### Künstlerische Tätigkeiten
Schon während seiner Zeit als Geschäftsführer des Studienkreises betätigte sich Hüholdt auch publizistisch und künstlerisch. Sein Buch Wunderland des Lernens erschien 1984 und erreichte zwölf Auflagen mit fast 200.000 Exemplaren. 2008 erschien sein Sachbuch Der Klimakrieg, das sich mit Klimawandel und Energiepolitik auseinandersetzt. Daneben komponierte er auch zahlreiche Musikstücke, wobei er unter anderem mit Wolfgang Norman Dalheimer zusammenarbeitete.
Hüholdt veranstaltete mit Norman Dalheimer als Bandleader 2017 die Gala Pop goes Classic im Anneliese Brost Musikforum, Bochum. Es wurden Kompositionen von Hüholdt gespielt, arrangiert von Dalheimer.

### Weitere Engagements
1994 war Hüholt zusammen mit anderen Prominenten aus Wirtschaft und Gesellschaft Gründungsmitglied des von Florian Langenscheidt initiierten Vereins Children for a better world.

## Werke
- Wunderland des Lernens. Lernbiologie, Lernmethodik, Lerntechnik, Studienkreis Verlag für Pädagogik und Didaktik, Bochum 1984. ISBN 3-924858-06-3
- Gesagt ist nicht gehört. Aphoristisches zum Thema Lernen, Studienkreis Verlag für Pädagogik und Didaktik, Bochum 1987. ISBN 3-924858-01-2
- Gut Drauf? Aphorismen, Sprüche und Cartoons zum Thema Lernen, Studienkreis Verlag für Pädagogik und Didaktik, Bochum 1989. ISBN 3-924858-02-0
- Der Klimakrieg. Weltthemen-Verlag Bochum, 2008. ISBN 978-3-9812087-0-2